# Australopithecus prometheus
Espèce
Australopithecus prometheus est une espèce d'Australopithèque découverte en Afrique du Sud à Makapansgat et définie par Raymond Dart en 1948. L'espèce a longtemps été considérée par la plupart des chercheurs comme synonyme d'Australopithecus africanus.
Le fossile très complet de Little Foot découvert à Sterkfontein pourrait être rattaché à cette espèce et pourrait conduire à mieux la caractériser. Une révision de l'histoire géologique du site (circa 2014) menée depuis 2007 indique que Little Foot aurait au moins 3 millions d'années,. Les scientifiques ont ensuite déterminé l’âge du squelette presque complet séparé du rocher auquel il était partiellement attaché. est 3,67 millions d’années,,